# Pelusca bucculenta
Pelusca bucculenta är en insektsart som först beskrevs av Hancock, J.L. 1910.  Pelusca bucculenta ingår i släktet Pelusca och familjen torngräshoppor. Inga underarter finns listade i Catalogue of Life.